# Hywel ab Edwin
Hywel ab Edwin (... – 1044) regnò sul Deheubarth (Galles del sud) dal 1033.
Era figlio di Edwin ab Einion pronipote di Hywel Dda. Quando il precedente sovrano, Rhydderch ab Iestyn, che aveva usurpato il trono, morì nel 1033, Hywel divenne sovrano del Deheubarth, condividendo il potere con il fratello Maredudd.
Alla morte di quest'ultimo nel 1035, Hywel divenne unico sovrano. Intanto si trovò sempre più pressato dai raid
vichinghi e da Gruffydd ap Llywelyn del Gwynedd. Nel 1042, Hywel sconfisse i danesi vicino a Carmarthen, ma in quello stesso anno, o nel 1043 fu scacciato da Gruffydd. Ritornò nel  1044 con l'aiuto di una flotta danese per reclamare il trono, ma Gruffydd lo sconfisse e lo uccise in battaglia nei pressi del fiume Towy.